# Беньямін Інгроссо
Бенджамін Даніеле Валгрен Інгроссо (швед. Benjamin Daniele Wahlgren Ingrosso; нар. 14 вересня 1997, Дандерюд, Швеція) — шведський співак і автор пісень. У дитинстві він грав провідну роль в декількох мюзиклах, і в 2006 він виграв Lilla Melodifestivalen з піснею «Hej Sofia». Він переміг у танцювальному ТВ-шоу зі знаменитостями Let's Dance 2014, і двічі брав участь у Melodifestivalen в 2017 і 2018 відповідно. Він переміг в 2018 і представив Швецію на конкурсі Євробачення 2018 в Лісабоні, Португалія, з піснею «Dance You Off».

## Особисте життя
Інгроссо народився в Дандериді і є сином колишнього танцюриста, а тепер ресторатора Еміліо Інгроссо і співачки Пернілли Волгрен. Він-молодший брат Олівера Інгроссо і Б'янки Волгрен Інгроссо і старший брат Теодора Волгрена. Він онук акторів Ганс Волгрен і Христини Шоллин, і племінник акторів Ніколаса Волгрен і Лінус Волгрен. Він також двоюрідний брат учасника групи Swedish House Mafia Себастьяна Інгроссо. Інгроссо має італійське походження і по батьківській, і по материнській лінії.

## Дискографія

### Сингли
| «Hej Sofia»                                                             | 2006 | —  |                 |
| «Jag är en astronaut»                                                   | 2007 | —  |                 |
| «Fall in Love»                                                          | 2015 | 56 | - GLF: Gold     |
| «Crystal Clear»                                                         | 2015 | —  |                 |
| «Home for Christmas»                                                    | 2015 | —  |                 |
| «Love You Again»                                                        | 2016 | —  |                 |
| «Good Lovin'»                                                           | 2017 | 10 | - GLF: Platinum |
| «Do You Think About Me»                                                 | 2017 | 87 | - GLF: Gold     |
| «One More Time»                                                         | 2017 | 79 |                 |
| «Dance You Off»                                                         | 2018 | 2  | - GLF: Gold     |
| «—» позначає сингл який не chart або не був випущений на цій території. |      |    |                 |